# Teillay
Teillay is een gemeente in het Franse departement Ille-et-Vilaine (regio Bretagne). De plaats maakt deel uit van het arrondissement Redon. Teillay telde op 1 januari 2022 1.103 inwoners.

## Geografie
De oppervlakte van Teillay bedroeg op 1 januari 2022 26,21 vierkante kilometer; de bevolkingsdichtheid was toen 42,1 inwoners per km².

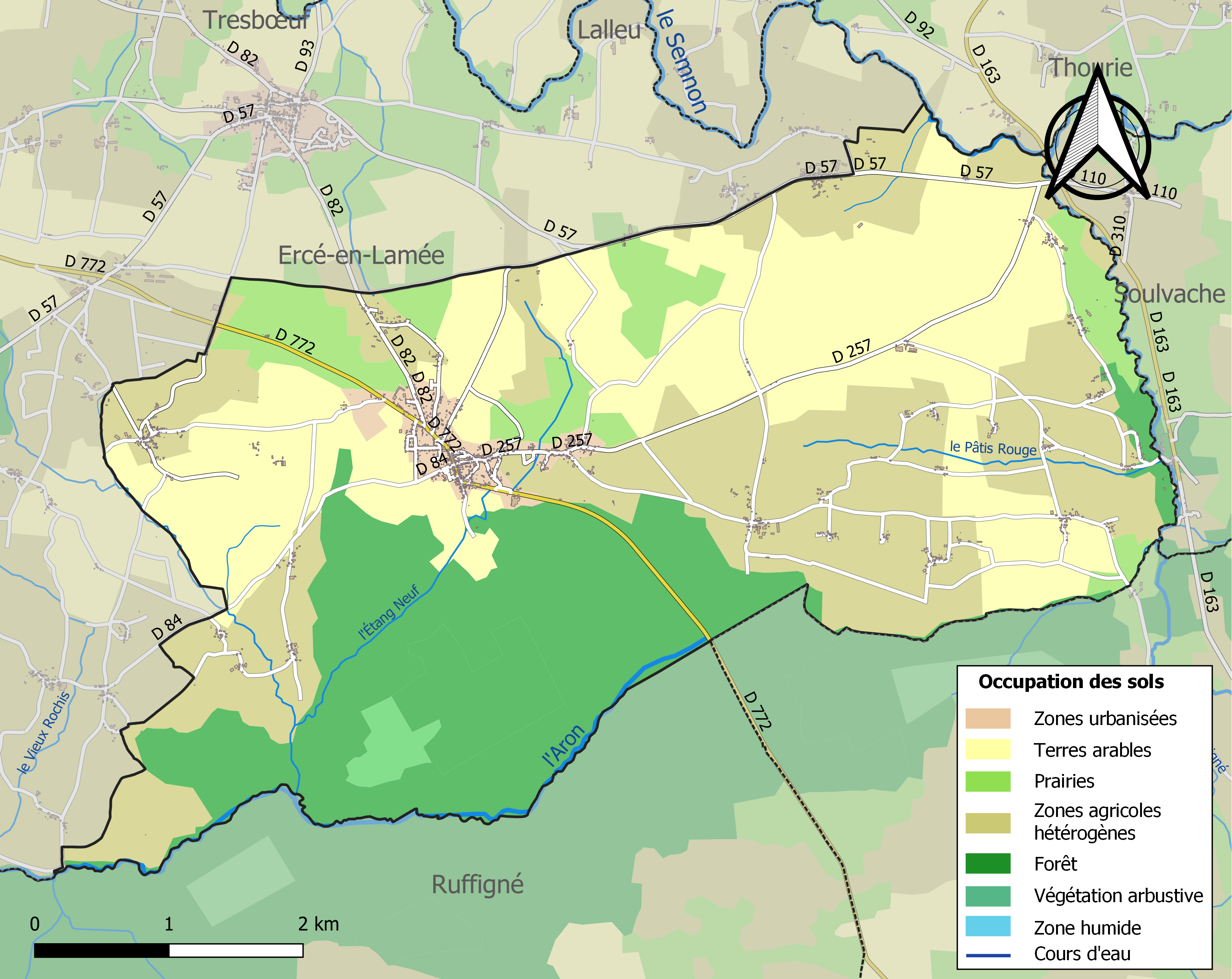
Kaart van de gemeente met belangrijkste infrastructuur, bodemgebruik en omliggende gemeenten

## Demografie
Onderstaande figuur toont het verloop van het inwonertal, bron: INSEE-tellingen. 